# Unterbäch
Unterbäch (Walliserdeutsch: Unnerbäch) is een gemeente in het Duitstalige deel van het Zwitserse kanton Wallis en behoort tot het district Westlich Raron. Unterbäch telt 441 inwoners.

## Geografie
De gemeente ligt op de zuidhelling van het Rhônedal, niet ver van de Industrieplaats Visp. Ten zuiden van Unterbäch verheft zich de 2972 meter hoge Augstbordhorn. Vanuit Unterbäch loopt een weg naar Bürchen en dan over de Moosalp naar Stalden in het Mattertal.
De gemeente Unterbäch was de eerste zwitserse plaats waar het kiesrecht voor vrouwen werd ingevoerd. Dit gebeurde op 5 maart 1957 tegen de wil van de zwitserse bondsregering. Landelijk werd dit pas 14 jaar later ingevoerd.

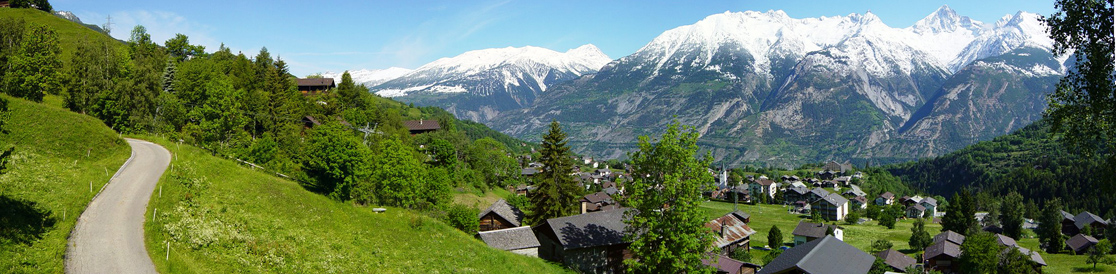
Panorama van Unterbäch met de Bietschhorn op de achtergrond